# Janick Gers
Janick Robert Gers (ur. 27 stycznia 1957 w Hartlepool) – brytyjski muzyk rockowy polskiego pochodzenia.

## Życiorys
Jego ojciec był oficerem polskiej marynarki, która ewakuowała się do Wielkiej Brytanii po kampanii wrześniowej.
Grywał na gitarze w zespole White Spirit i Gogmagog, w zespole Iana Gillana, współpracował z Fishem z Marillion i z Bruce’em Dickinsonem, aż w końcu, w roku 1990, trafił do grupy heavymetalowej Iron Maiden, gdzie zastąpił Adriana Smitha.
W młodości muzyk odwiedzał rodzinną wieś swojego ojca Bolesława Sośno w woj. kujawsko-pomorskim.

## Dyskografia

### White Spirit(inne języki)
- White Spirit (1981)

### Gillan(inne języki)
- Double Trouble (1981)
- Magic (1982)

### Gogmagog(inne języki)
- I Will Be There (1985)

### Fish
- Vigil in a Wilderness of Mirrors (1990)

### Bruce Dickinson
- Tattooed Millionaire (1990)

### Iron Maiden
- No Prayer for the Dying (1990)
- Fear of the Dark (1992)
- A Real Live One (1993)
- A Real Dead One (1993)
- Live at Donington (1993)
- The X Factor (1995)
- Virtual XI (1998)
- Brave New World (2000)
- Rock in Rio (2002)
- Dance of Death (2003)
- Death on the Road (2005)
- A Matter of Life and Death (2006)
- Flight 666: The Original Soundtrack (2009)
- The Final Frontier (2010)
- El Vivo!
- Maiden England ’88
- The Book of Souls (2015)
- The Book of Souls: Live Chapter
- Senjutsu
- Nights of the Dead, Legacy of the Beasts: Live in Mexico City